# 绍柳斯·阿姆布鲁莱维丘斯
绍柳斯·阿姆布鲁莱维丘斯（1992年6月10日—），立陶宛男子花样滑冰运动员，主攻冰舞，搭档是艾莉森·里德，2023年NHK杯冰舞铜牌得主、2024年欧洲花样滑冰锦标赛冰舞铜牌得主。